# یان چپووکوفسکی

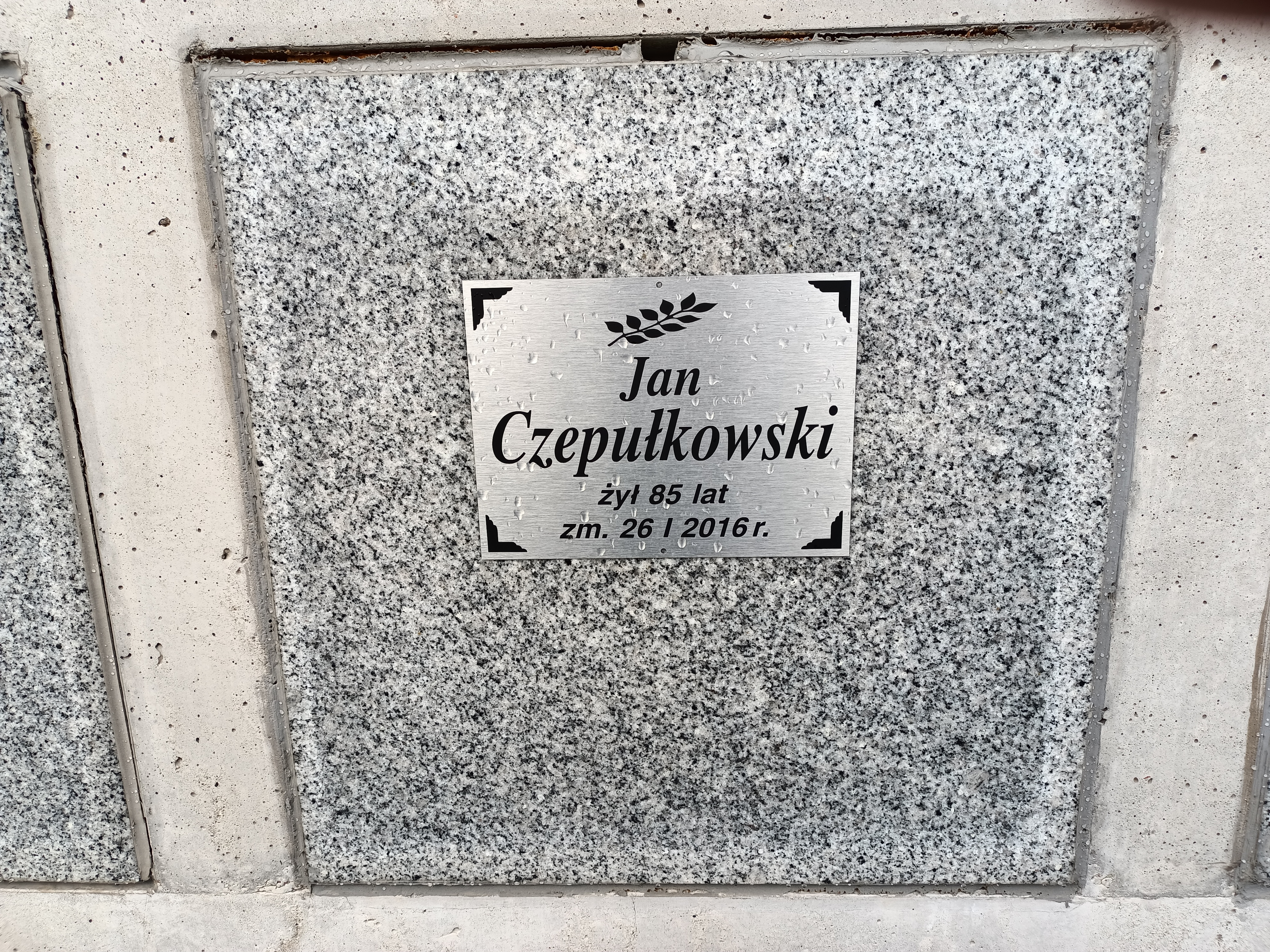
نمایی از سنگ‌مزار یان چپووکوفسکی - ۲۰۲۳

یان چپووکوفسکی (لهستانی: Jan Czepułkowski; ۱۷ ژوئیهٔ ۱۹۳۰ – ۲۶ ژانویهٔ ۲۰۱۶) وزنه‌بردار اهل لهستان بود.
وی همچنین برندهٔ جوایزی همچون قهرمانی وزنه‌برداری جهان ۱۹۵۷، قهرمانی وزنه‌برداری جهان، و مسابقات قهرمانی وزنه‌برداری اروپا شده‌است.
وی در مسابقات کشوری و بین‌المللی در مجموع برندهٔ ۱ مدال برنز شده‌است.